# Lịch Triều Tiên
Lịch truyền thống Triều Tiên hay lịch Dangun (tiếng Hàn: 단군; Hanja: 檀君) là một loại lịch âm dương. Ngày được tính từ kinh tuyến của Hàn Quốc (kinh tuyến 135 Đông vào thời điểm hiện đại đối với Hàn Quốc). Lịch dùng cho các hoạt động kỷ niệm cũng như lễ hội dựa trên văn hóa Triều Tiên.
Người Hàn Quốc chủ yếu sử dụng Lịch Gregorius, được chính thức áp dụng vào năm 1896. Tuy nhiên, các ngày lễ truyền thống và cách tính tuổi mụ thế hệ lớn tuổi vẫn dựa trên lịch cũ. Các lễ hội lớn nhất ở Hàn Quốc ngày nay, đồng thời cũng là ngày lễ quốc gia, Seollal ngày đầu tiên của lịch truyền thống và Chuseok, lễ hội đêm thu. Các lễ hội quan trọng khác bao gồm Daeboreum còn được gọi là Boreumdal (trăng tròn đầu tiên), Dano (lễ hội mùa xuân) và Samjinnal (lễ hội khai xuân). Lễ hội nhỏ khác bao gồm Yudu (lễ hội mùa hè) và Chilseok (lễ hội mùa mưa).

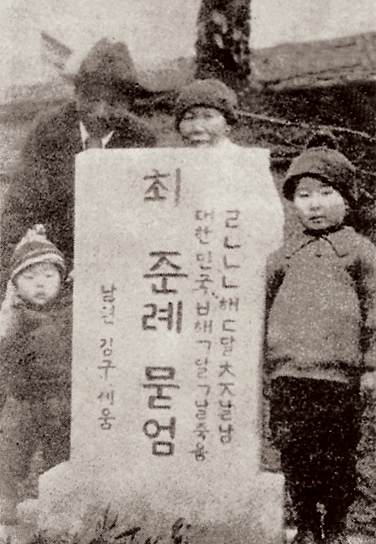
Bia mộ của vợ Kim Ku, Ch'oe Chun-rye, sử dụng lịch Dangun viết bằng chữ số hangul (=1, =
2, v.v.) cho năm sinh
của (" " = 4222 = 1889 CN). Đối với năm mất, sử d
ụng chữ số hangul để chỉ số năm sau khi thành lập Chính phủ lâm thời Hàn Quốc ("" = 6 = 1924 CN).